# Královská mešita (Elbasan)
Královská mešita (albánsky Xhamia e Mbretit/Xhamia Mbret) je historická mešita v Elbasanu ve střední Albánii. Je považována za nejstarší dochovanou mešitu v zemi; byla postavena na sklonku 15. století a nachází se přesněji ve starém městě uvnitř původních hradeb. Od roku 1948 je počítána mezi albánské kulturní památky.
Nejsou dochovány informace, které souvisí se vznikem stavby. Historik islámského umění Machiel Kiel spojuje vznik mešity s aktivitami Sinana Paši Boroviniće při obnově Elbasanu a předpokládá, že mešita pochází z konce 15. nebo snad z počátku 16. století. Některé prameny uvádějí jako rok výstavby rok 1492. Stylově mešita zapadá mezi modlitebny postavené z rozhodnutí osmanského sultána Bajezida II. po jeho cestě po území dnešní Albánie na konci 15. století, stejně jako královská mešita v Beratu.
Mešita se skládá ze čtyřhranné modlitebny, jejíž strany jsou dlouhé přibližně 14 metrů. Před ním stojí dřevěná předsíň a v severozápadním rohu minaret. Modlitebna byla rozdělena na dvě části dřevěnými oblouky s třemi sloupy.
O stavbě se také zmínil turecký cestovatel Evliya Çelebi při své návštěvě města v roce 1671. Uváděl, že na stěnách mešity se zvěčnil nespočet cestovatelů. Již v 19. století byly uskutečněny restaurátorské práce a původní nápisy z různých století byly odstraněny.
Po zákazu náboženství v Albánii v roce 1967 byla budova přestavěna a upravena. Sloužila jako centrum lidového politického vzdělávání. V roce 1979 z budovy zbyla jen modlitebna, minaret byl zbořen a původní terasa přestavěna.
V roce 2013 byla mešita komplexně a věrně zrestaurována. Změněn byl také minaret.